# Süddeutsche Fußballmeisterschaft 1930/31
Die süddeutsche Fußballmeisterschaft 1930/31 gewann die SpVgg. Fürth. Gemeinsam mit den Franken zogen Vizemeister Eintracht Frankfurt sowie der SV 1860 München in die Endrunde um die deutsche Fußballmeisterschaft 1930/31 ein. Fürth und Frankfurt schieden im Viertelfinale aus, die „Löwen“ wurden deutscher Vizemeister.

## Modus und Übersicht
In die obersten Spielklassen Süddeutschlands waren in dieser Spielzeit 64 Mannschaften in vier Bezirksligen zu je zwei Staffeln eingeteilt. Für die Endrunde um die süddeutsche Meisterschaft qualifizierte sich der jeweilige Staffelmeister. Die Vizemeister und Dritten der acht Staffeln spielten den dritten süddeutschen Teilnehmer an der deutschen Meisterschaftsendrunde aus. Da die Ligen zur Runde 1931/32 auf zehn Mannschaften pro Staffel aufgestockt wurden, gab es in diesem Jahr in den meisten Staffeln keinen Absteiger.
| Bezirk            | Gruppe      | Meister             | Vizemeister            | Drittplatzierter    |
| ----------------- | ----------- | ------------------- | ---------------------- | ------------------- |
| Main/Hessen       | Main        | Eintracht Frankfurt | Rot-Weiss Frankfurt    | Union Niederrad     |
| Main/Hessen       | Hessen      | Wormatia Worms      | VfL Neu-Isenburg       | SV Wiesbaden        |
| Rhein/Saar        | Rhein       | SV Waldhof Mannheim | FC Phönix Ludwigshafen | VfL Neckarau        |
| Rhein/Saar        | Saar        | FK Pirmasens        | FV Saarbrücken         | 1. FC Idar          |
| Württemberg/Baden | Württemberg | Union Böckingen     | 1. FC Pforzheim        | Stuttgarter Kickers |
| Württemberg/Baden | Baden       | Karlsruher FV       | Phönix Karlsruhe       | Rastatter FV 04     |
| Bayern            | Nordbayern  | SpVgg. Fürth        | 1. FC Nürnberg         | VfR Fürth           |
| Bayern            | Südbayern   | FC Bayern München   | SV 1860 München        | Schwaben Augsburg   |

## Bezirksliga Main/Hessen

### Gruppe Main
| Pl. | Verein                       | Sp. | S  | U | N  | Tore    | Quote | Punkte |
| --- | ---------------------------- | --- | -- | - | -- | ------- | ----- | ------ |
| 1.  | Eintracht Frankfurt (M) (SM) | 14  | 10 | 3 | 1  | 051:130 | 3,92  | 23:50  |
| 2.  | Rot-Weiss Frankfurt          | 14  | 8  | 2 | 4  | 035:250 | 1,40  | 18:10  |
| 3.  | Union Niederrad              | 14  | 6  | 5 | 3  | 041:220 | 1,86  | 17:11  |
| 4.  | Kickers Offenbach            | 14  | 6  | 4 | 4  | 029:210 | 1,38  | 16:12  |
| 5.  | FSV Frankfurt                | 14  | 5  | 4 | 5  | 019:160 | 1,19  | 14:14  |
| 6.  | 1. Hanauer FC 93             | 14  | 3  | 5 | 6  | 021:350 | 0,60  | 11:17  |
| 7.  | Germania Bieber              | 14  | 4  | 3 | 7  | 014:340 | 0,41  | 11:17  |
| 8.  | SpVgg Fechenheim 03          | 14  | 1  | 0 | 13 | 014:580 | 0,24  | 02:26  |

| (SM) | Süddeutscher Titelverteidiger |
| (M)  | Titelverteidiger Main         |
| (N)  | Aufsteiger aus der Kreisliga  |

### Gruppe Hessen
Das Spiel 1. FC Langen gegen Wormatia Worms wurde als Niederlage für beide Teams gewertet.
| Pl. | Verein                      | Sp. | S  | U | N | Tore    | Quote | Punkte |
| --- | --------------------------- | --- | -- | - | - | ------- | ----- | ------ |
| 1.  | Wormatia Worms (M)          | 14  | 10 | 2 | 2 | 045:120 | 3,75  | 22:60  |
| 2.  | VfL Neu-Isenburg            | 14  | 8  | 1 | 5 | 030:200 | 1,50  | 17:11  |
| 3.  | SV Wiesbaden                | 14  | 7  | 2 | 5 | 027:180 | 1,50  | 16:12  |
| 4.  | Alemannia Worms             | 14  | 6  | 1 | 7 | 026:260 | 1,00  | 13:15  |
| 5.  | 1. FSV Mainz 05             | 14  | 4  | 5 | 5 | 027:300 | 0,90  | 13:15  |
| 6.  | FC Viktoria 09 Urberach (N) | 14  | 5  | 2 | 7 | 024:430 | 0,56  | 12:16  |
| 7.  | 1. FC Langen                | 14  | 3  | 4 | 7 | 017:290 | 0,59  | 10:18  |
| 8.  | SV Darmstadt 98             | 14  | 1  | 5 | 8 | 013:310 | 0,42  | 07:21  |

| (M) | Titelverteidiger Hessen      |
| (N) | Aufsteiger aus der Kreisliga |

Der VfL Neu-Isenburg wechselte zur Saison 1931/32 in die Gruppe Main.

## Bezirksliga Rhein/Saar

### Gruppe Rhein
| Pl. | Verein                  | Sp. | S | U | N  | Tore    | Quote | Punkte |
| --- | ----------------------- | --- | - | - | -- | ------- | ----- | ------ |
| 1.  | SV Waldhof Mannheim (M) | 14  | 9 | 2 | 3  | 040:190 | 2,11  | 20:80  |
| 2.  | FC Phönix Ludwigshafen  | 14  | 9 | 2 | 3  | 033:190 | 1,74  | 20:80  |
| 3.  | VfL Neckarau            | 14  | 8 | 3 | 3  | 036:270 | 1,33  | 19:90  |
| 4.  | Mundenheimer SpVgg      | 14  | 6 | 4 | 4  | 027:200 | 1,35  | 16:12  |
| 5.  | MFC 08 Lindenhof        | 14  | 4 | 5 | 5  | 022:310 | 0,71  | 13:15  |
| 6.  | VfR Mannheim            | 14  | 5 | 1 | 8  | 035:280 | 1,25  | 11:17  |
| 7.  | SpVgg Sandhofen         | 14  | 3 | 2 | 9  | 023:350 | 0,66  | 08:20  |
| 8.  | FG 1910 Kirchheim (N)   | 14  | 2 | 1 | 11 | 018:550 | 0,33  | 05:23  |

| (M) | Titelverteidiger Rhein       |
| (N) | Aufsteiger aus der Kreisliga |

Entscheidungsspiel Platz 1:
|                     | Ergebnis |                        |
| ------------------- | -------- | ---------------------- |
| SV Waldhof Mannheim | 1:0      | FC Phönix Ludwigshafen |

### Gruppe Saar
| Pl. | Verein                      | Sp. | S  | U | N | Tore    | Quote | Punkte |
| --- | --------------------------- | --- | -- | - | - | ------- | ----- | ------ |
| 1.  | FK Pirmasens (M)            | 14  | 11 | 2 | 1 | 048:200 | 2,40  | 24:40  |
| 2.  | FV Saarbrücken              | 14  | 7  | 4 | 3 | 030:220 | 1,36  | 18:10  |
| 3.  | 1. FC Idar                  | 14  | 7  | 2 | 5 | 044:290 | 1,52  | 16:12  |
| 4.  | Borussia Neunkirchen        | 14  | 7  | 2 | 5 | 035:290 | 1,21  | 16:12  |
| 5.  | SC Saar 05 Saarbrücken      | 14  | 3  | 5 | 6 | 031:440 | 0,70  | 11:17  |
| 6.  | Sportfreunde 05 Saarbrücken | 14  | 4  | 2 | 8 | 031:390 | 0,79  | 10:18  |
| 7.  | VfR Pirmasens               | 14  | 4  | 2 | 8 | 021:360 | 0,58  | 10:18  |
| 8.  | VfB Dillingen (N)           | 14  | 2  | 3 | 9 | 020:410 | 0,49  | 07:21  |

| (M) | Titelverteidiger Saar        |
| (N) | Aufsteiger aus der Kreisliga |

Entscheidungsspiel Platz 3:
|            | Ergebnis |                      |
| ---------- | -------- | -------------------- |
| 1. FC Idar | 3:2      | Borussia Neunkirchen |

## Bezirksliga Württemberg/Baden

### Gruppe Württemberg
| Pl. | Verein                 | Sp. | S  | U | N  | Tore    | Quote | Punkte |
| --- | ---------------------- | --- | -- | - | -- | ------- | ----- | ------ |
| 1.  | Union Böckingen        | 14  | 10 | 1 | 3  | 030:180 | 1,67  | 21:70  |
| 2.  | VfB Stuttgart (M)      | 14  | 8  | 3 | 3  | 035:160 | 2,19  | 19:90  |
| 3.  | 1. FC Pforzheim        | 14  | 8  | 3 | 3  | 041:220 | 1,86  | 19:90  |
| 4.  | Stuttgarter Kickers    | 14  | 8  | 3 | 3  | 028:180 | 1,56  | 19:90  |
| 5.  | FC Germania Brötzingen | 14  | 4  | 3 | 7  | 021:270 | 0,78  | 11:17  |
| 6.  | 1. FC 08 Birkenfeld    | 14  | 2  | 5 | 7  | 018:260 | 0,69  | 09:19  |
| 7.  | FV Zuffenhausen (N)    | 14  | 4  | 1 | 9  | 017:500 | 0,34  | 09:19  |
| 8.  | VfR Heilbronn          | 14  | 2  | 1 | 11 | 022:350 | 0,63  | 05:23  |

| (M) | Titelverteidiger Württemberg |
| (N) | Aufsteiger aus der Kreisliga |

Entscheidungsspiele Platz 2 und 3:
|                 | Ergebnis |                     |
| --------------- | -------- | ------------------- |
| 1. FC Pforzheim | 3:2      | VfB Stuttgart       |
| VfB Stuttgart   | 1:6      | Stuttgarter Kickers |

### Gruppe Baden
| Pl. | Verein              | Sp. | S  | U | N | Tore    | Quote | Punkte |
| --- | ------------------- | --- | -- | - | - | ------- | ----- | ------ |
| 1.  | Karlsruher FV       | 14  | 13 | 0 | 1 | 064:210 | 3,05  | 26:20  |
| 2.  | FC Phönix Karlsruhe | 14  | 6  | 3 | 5 | 029:240 | 1,21  | 15:13  |
| 3.  | SpVgg 08 Schramberg | 14  | 6  | 1 | 7 | 030:290 | 1,03  | 13:15  |
| 4.  | FV Rastatt 04       | 14  | 6  | 1 | 7 | 029:290 | 1,00  | 13:15  |
| 5.  | FC 08 Villingen     | 14  | 5  | 3 | 6 | 021:300 | 0,70  | 13:15  |
| 6.  | VfB Karlsruhe (N)   | 14  | 5  | 2 | 7 | 020:290 | 0,69  | 12:16  |
| 7.  | SC Freiburg         | 14  | 4  | 3 | 7 | 019:350 | 0,54  | 11:17  |
| 8.  | Freiburger FC (M)   | 14  | 4  | 1 | 9 | 028:430 | 0,65  | 09:19  |

|-
| (M) ||  Titelverteidiger Baden
|-
| (N) ||  Aufsteiger aus der Kreisliga
|}

Entscheidungsspiele Platz 3:
|                     | Ergebnis |                 |
| ------------------- | -------- | --------------- |
| FV Rastatt 04       | 2:0      | FC 08 Villingen |
| SpVgg 08 Schramberg | 0:1      | FV Rastatt 04   |

## Bezirksliga Bayern

### Gruppe Nordbayern
| Pl. | Verein                 | Sp. | S  | U | N | Tore    | Quote | Punkte |
| --- | ---------------------- | --- | -- | - | - | ------- | ----- | ------ |
| 1.  | SpVgg Fürth (M)        | 14  | 13 | 1 | 0 | 050:130 | 3,85  | 27:10  |
| 2.  | 1. FC Nürnberg         | 14  | 9  | 2 | 3 | 050:140 | 3,57  | 20:80  |
| 3.  | VfR Fürth              | 14  | 4  | 5 | 5 | 018:250 | 0,72  | 13:15  |
| 4.  | FC Bayern Hof          | 14  | 5  | 3 | 6 | 020:280 | 0,71  | 13:15  |
| 5.  | FV 04 Würzburg         | 14  | 5  | 3 | 6 | 020:280 | 0,71  | 13:15  |
| 6.  | ASV Nürnberg           | 14  | 3  | 4 | 7 | 027:360 | 0,75  | 10:18  |
| 7.  | Würzburger Kickers (N) | 14  | 3  | 4 | 7 | 024:410 | 0,59  | 10:18  |
| 8.  | 1. FC Bayreuth         | 14  | 2  | 3 | 9 | 014:390 | 0,36  | 07:21  |

| (M) | Titelverteidiger Nordbayern  |
| (N) | Aufsteiger aus der Kreisliga |

### Gruppe Südbayern
| Pl. | Verein                     | Sp. | S  | U | N  | Tore    | Quote | Punkte |
| --- | -------------------------- | --- | -- | - | -- | ------- | ----- | ------ |
| 1.  | FC Bayern München (M)      | 14  | 10 | 3 | 1  | 051:270 | 1,89  | 23:50  |
| 2.  | SV 1860 München            | 14  | 9  | 1 | 4  | 044:180 | 2,44  | 19:90  |
| 3.  | SSV Schwaben Augsburg      | 14  | 8  | 2 | 4  | 032:240 | 1,33  | 18:10  |
| 4.  | SB Jahn Regensburg         | 14  | 7  | 2 | 5  | 035:260 | 1,35  | 16:12  |
| 5.  | FC Wacker München          | 14  | 5  | 1 | 8  | 026:350 | 0,74  | 11:17  |
| 6.  | FC Teutonia München        | 14  | 4  | 3 | 7  | 028:440 | 0,64  | 11:17  |
| 7.  | VfB Ingolstadt-Ringsee (N) | 14  | 4  | 0 | 10 | 036:610 | 0,59  | 08:20  |
| 8.  | DSV München                | 14  | 2  | 2 | 10 | 015:320 | 0,47  | 06:22  |

| (M) | Titelverteidiger Südbayern   |
| (N) | Aufsteiger aus der Kreisliga |

## Endrunde um die süddeutsche Meisterschaft
Der Modus der Endrunde blieb in diesem Jahr unverändert: Die Meister der acht Bezirksliga-Staffeln spielten in einer Doppelrunde den süddeutschen Meister aus. Die Bezirkszweiten und -dritten spielten in zwei Gruppen ebenfalls eine Doppelrunde, anschließend ermittelten die beiden Gruppensieger den dritten süddeutschen Teilnehmer an der deutschen Meisterschaftsendrunde.

### Finalrunde
| Pl. | Verein                                         | Sp. | S | U | N | Tore    | Quote | Punkte |
| --- | ---------------------------------------------- | --- | - | - | - | ------- | ----- | ------ |
| 1.  | SpVgg Fürth (Sieger Gruppe Nordbayern)         | 14  | 8 | 5 | 1 | 036:170 | 2,12  | 21:70  |
| 2.  | Eintracht Frankfurt (SM) (Sieger Gruppe Main)  | 14  | 9 | 2 | 3 | 032:200 | 1,60  | 20:80  |
| 3.  | FC Bayern München (Sieger Gruppe Südbayern)    | 14  | 9 | 1 | 4 | 044:250 | 1,76  | 19:90  |
| 4.  | SV Waldhof Mannheim (Sieger Gruppe Rhein)      | 14  | 5 | 3 | 6 | 033:310 | 1,06  | 13:15  |
| 5.  | Karlsruher FV (Sieger Gruppe Baden)            | 14  | 4 | 5 | 5 | 026:290 | 0,90  | 13:15  |
| 6.  | FK Pirmasens (Sieger Gruppe Saar)              | 14  | 3 | 4 | 7 | 030:420 | 0,71  | 10:18  |
| 7.  | Wormatia Worms (Sieger Gruppe Hessen)          | 14  | 3 | 3 | 8 | 032:410 | 0,78  | 09:19  |
| 8.  | FV Union Böckingen (Sieger Gruppe Württemberg) | 14  | 2 | 3 | 9 | 025:530 | 0,47  | 07:21  |

| (SM) | Süddeutscher Titelverteidiger |

### Runde der Zweiten/Dritten

#### Gruppe Nordwest
| Pl. | Verein                                                 | Sp. | S | U | N | Tore    | Quote | Punkte |
| --- | ------------------------------------------------------ | --- | - | - | - | ------- | ----- | ------ |
| 1.  | FC Phönix Ludwigshafen (Zweitplatzierter Gruppe Rhein) | 14  | 7 | 5 | 2 | 032:190 | 1,68  | 19:90  |
| 2.  | VfL Neu-Isenburg (Zweitplatzierter Gruppe Hessen)      | 14  | 8 | 3 | 3 | 029:190 | 1,53  | 19:90  |
| 3.  | Rot-Weiss Frankfurt (Zweitplatzierter Gruppe Main)     | 14  | 7 | 4 | 3 | 034:280 | 1,21  | 18:10  |
| 4.  | FV Saarbrücken (Zweitplatzierter Gruppe Saar)          | 14  | 6 | 3 | 5 | 030:300 | 1,00  | 15:13  |
| 5.  | Union Niederrad (Drittplatzierter Gruppe Main)         | 14  | 5 | 3 | 6 | 034:320 | 1,06  | 13:15  |
| 6.  | VfL Neckarau (Drittplatzierter Gruppe Rhein)           | 14  | 4 | 3 | 7 | 033:350 | 0,94  | 11:17  |
| 7.  | 1. FC Idar (Drittplatzierter Gruppe Saar)              | 14  | 4 | 1 | 9 | 029:510 | 0,57  | 09:19  |
| 8.  | SV Wiesbaden (Drittplatzierter Gruppe Hessen)          | 14  | 3 | 2 | 9 | 020:270 | 0,74  | 08:20  |

Entscheidungsspiel Platz 1:
|                        | Ergebnis |                  |
| ---------------------- | -------- | ---------------- |
| FC Phönix Ludwigshafen | 4:1      | VfL Neu-Isenburg |

#### Gruppe Südost
| Pl. | Verein                                                    | Sp. | S  | U | N  | Tore    | Quote | Punkte |
| --- | --------------------------------------------------------- | --- | -- | - | -- | ------- | ----- | ------ |
| 1.  | SV 1860 München (Zweitplatzierter Gruppe Südbayern)       | 14  | 13 | 0 | 1  | 070:210 | 3,33  | 26:20  |
| 2.  | 1. FC Nürnberg (Zweitplatzierter Gruppe Nordbayern)       | 14  | 9  | 2 | 3  | 046:130 | 3,54  | 20:80  |
| 3.  | SSV Schwaben Augsburg (Drittplatzierter Gruppe Südbayern) | 14  | 9  | 0 | 5  | 045:420 | 1,07  | 18:10  |
| 4.  | 1. FC Pforzheim (Zweitplatzierter Gruppe Württemberg)     | 14  | 7  | 2 | 5  | 041:320 | 1,28  | 16:12  |
| 5.  | Stuttgarter Kickers (Drittplatzierter Gruppe Württemberg) | 14  | 8  | 0 | 6  | 035:290 | 1,21  | 16:12  |
| 6.  | VfR Fürth (Drittplatzierter Gruppe Nordbayern)            | 14  | 3  | 2 | 9  | 032:450 | 0,71  | 08:20  |
| 7.  | FV Rastatt (Drittplatzierter Gruppe Baden)                | 14  | 2  | 2 | 10 | 022:550 | 0,40  | 06:22  |
| 8.  | Phönix Karlsruhe (Zweitplatzierter Gruppe Baden)          | 14  | 1  | 0 | 13 | 011:650 | 0,17  | 02:26  |

#### Entscheidungsspiel dritter Teilnehmer deutsche Fußballmeisterschaft
| Datum        |                        | Ergebnis  |                        |
| ------------ | ---------------------- | --------- | ---------------------- |
| 10. Mai 1931 | FC Phönix Ludwigshafen | 3:3 n. V. | SV 1860 München        |
| 13. Mai 1931 | SV 1860 München        | 2:1       | FC Phönix Ludwigshafen |